# Bărcuț
Bărcuț – wieś w Rumunii, w okręgu Braszów, w gminie Șoarș. W 2011 roku liczyła 352 mieszkańców.